# Philippe Honoré d'Estienne d'Orves
Pour les articles homonymes, voir d'Estienne d'Orves.
Philippe Honoré d'Estienne d'Orves est un écrivain français, né le 6 décembre 1941 à Quimper et mort le 2 août 2000 à Marseille.

## Biographie
Il est le fils posthume du capitaine de corvette et résistant Honoré d'Estienne d'Orves, fusillé au Mont-Valérien par les Allemands en août 1941 et fait compagnon de la Libération à titre posthume.

## Œuvres
- Rose Honoré d'Estienne d'Orves, Philippe Honoré d'Estienne d'Orves, Honoré d'Estienne d'Orves, pionnier de la Résistance, 1985. Prix d'Académie 1986.